# Herbert Chermside
Herbert Charles Chermside, né le 31 juillet 1850 à Wilton (Wiltshire) et mort le 24 septembre 1929 à Londres, est un officier de la British Army et explorateur britannique. 
Il est gouverneur du Queensland de 1902 à 1904. 

## Biographie
Chermside est né à Wilton dans le Wiltshire le 31 juillet 1850. Ses parents sont le révérend Richard Seymour Conway Chermside, recteur de Wilton et Emily Dawson. Il étudie au collège d'Eton, puis fréquente l'Académie royale militaire de Woolwich, où il obtient son diplôme et est commissionné dans les Royal Engineers en 1870. 
En 1871, avec plusieurs autres officiers, il visite Paris durant la Commune de Paris et est accusé de soutenir les Communards, échappant de peu à l'exécution. Après une affectation en Irlande, il rejoint l'expédition de Benjamin Leigh Smith dans l'Arctique en 1873 comme lieutenant de génie. Il effectue alors des photographies des paysages arctiques,.
Il est envoyé en Turquie ottomane en 1876 pour travailler avec les forces turques après que la Serbie et le Monténégro ont déclaré la guerre au pays en juillet. Il travaille comme attaché militaire en Turquie en 1877, lorsque la Russie déclare également la guerre. Après six mois avec la commission turque des frontières, il est nommé vice-consul militaire en Anatolie en juillet 1879. 
En 1882, il est promu capitaine et nommé à l'état-major du renseignement de l'armée britannique en Égypte. Il reçoit le commandement du 1er bataillon de l'armée égyptienne par le Sardar de l'armée, Evelyn Wood, et passe quatre ans en Égypte où il prend part à l'expédition Suakin de 1884, contre les forces de Muhammad Ahmad ibn Abd Allah Al-Mahdi et sert comme gouverneur général de l'armée sur le littoral de la Mer Rouge. Il est transféré à Wadi Halfa en octobre 1886 et passe les deux années suivantes à repousser les incursions mahdistes à Sarras. 
Bien qu'encore capitaine des Royal Engineers, Chermside est breveté major en 1883, lieutenant-colonel en 1884 et colonel en 1887. En 1888, il reprend ses fonctions consulaires, passant un an au Kurdistan et sept ans comme attaché militaire à Constantinople. Il est ensuite chargé de réorganiser la gendarmerie du nouvel État crétois autonome, y prenant plus tard le commandement des troupes britanniques et servant de commissaire militaire à partir de 1896. 
En 1899, il retourne en Grande-Bretagne, mais est bientôt envoyé en Afrique du Sud pour commander la 14e brigade et la 3e division pendant la seconde guerre des Boers. Il est de retour au Royaume-Uni pour prendre le commandement du camp de Curragh en Irlande à partir de janvier 1901. En janvier de l'année suivante, il est cependant nommé premier gouverneur post-fédération du Queensland,. 
Il arrive en Australie début mars 1902 à Fremantle. À son arrivée, il déclare aux journalistes locaux que l'une des premières questions auxquelles le Commonwealth australien devrait s'occuper est la formation d'un collège militaire. Il arrive à Brisbane le 24 mars 1902 pour trouver le Queensland en proie à une sécheresse et à une récession économique. Il s'est immédiatement porté volontaire pour renoncer à 15 % de son salaire, et son sacrifice et sa nature accessible ont fait de lui une figure populaire parmi la population du Queensland. Cependant, préoccupé par l'attitude parlementaire à l'égard du rôle de gouverneur, Chermside décide de démissionner en 1904, bien qu'il retarde l'annonce jusqu'à ce qu'une crise politique soit résolue en accordant la dissolution du parlement au premier ministre Arthur Morgan après plusieurs tentatives infructueuses d'établir un gouvernement stable. Une fois qu'il a ouvert le nouveau parlement, Chermside annonce sa retraite et quitte le Queensland le 8 octobre en congé de préretraite. 
Chermside prend sa retraite de l'armée britannique en 1907 au grade de lieutenant-général. Il meurt à Londres, à l'âge de 79 ans, le 24 septembre 1929.

## Récompenses et distinctions
Chermside a été nommé Compagnon de l'Ordre du Bain en 1886. Il a également été nommé Compagnon de l'Ordre de Saint-Michel et Saint-Georges en 1880, promu Chevalier Commandeur de l'Ordre de Saint-Michel et Saint-Georges en 1897, et Chevalier Grand-Croix de l'Ordre de Saint-Michel et Saint-Georges en 1899. 
La banlieue de Brisbane de Chermside est nommée en son honneur.